# Ми з джазу
«Ми з джазу» (рос. «Мы из джаза») — російський радянський комедійний музичний художній фільм, поставлений на кіностудії «Мосфільм» в 1983 році режисером Кареном Шахназаровим. Найкращий фільм 1983 року за опитуванням журналу «Радянський екран».

## Сюжет
В 1926 році студента Одеського музичного технікуму Костю Іванова захоплює новий напрям в музиці — джаз. За це захоплення його, комсомольця, виганяють з технікуму, пропонуючи вибрати між навчанням і улюбленою музикою. Костянтин робить вибір на користь джазу.
Костя хоче створити свій джаз-банд. За оголошенням до нього приходять двоє друзів — музиканти Стьопа і Жора. Стьопа грає на банджо і трубі, Жора — на скрипці та барабанах. Перший концерт новоствореного джаз-банд закінчується бійкою зі слухачами, які таким способом висловили свою думку про їхню творчість…

## У ролях
- Ігор Скляр — джаз-музикант Костя Іванов (рояль)
- Олександр Панкратов-Чорний — Степан Грушко (банджо труба)
- Микола Аверюшкін — Георгій «Жора» Рябов (скрипка ударні)
- Петро Щербаков — Іван Іванович Бавурін (саксофон)
- Євген Євстигнєєв — кишеньковий злодій Папа
- Леонід Куравльов — Самсонов, начальник Асоціації пролетарських музикантів
- Броніслав Брондуков — підставний Колбасьєв
- Олена Циплакова — Катя Боброва, естрадна зірка Ізабелла Фокс (вокал — Олґа Піраґс)
- Лариса Доліна — Клементина Фернандес, кубинська співачка
- Юрій Васильєв — Орлов керівник джаз-оркестру